# Вижерки
Вижерки (чеш. Výžerky) је насељено мјесто са административним статусом сеоске општине (чеш. obec) у округу Праг-исток, у Средњочешком крају, Чешка Република.

## Становништво
Према подацима о броју становника из 2014. године насеље је имало 152 становника.